# طواف كاميرون 2011
طواف كاميرون 2011 هو سباق دراجات هوائية من فئة  سباق المرحلة، وهو الموسم التاسع من طواف كاميرون ‏، أقيم خلال الفترة من 27 فبراير 2011، إلى 7 مارس 2011، فاز  بالمركز الأول Oumarou Minoungou ‏، وبالمركز الثاني Martinien Tega ‏، وبالمركز الثالث Rasmané Ouédraogo ‏.

## الفائزون
| الترتيب | الفائز             |
| ------- | ------------------ |
| الفائز  | Oumarou Minoungou ‏ |
| الثاني  | Martinien Tega ‏    |
| الثالث  | Rasmane Ouedraogo ‏ |